# Helmer Wallin

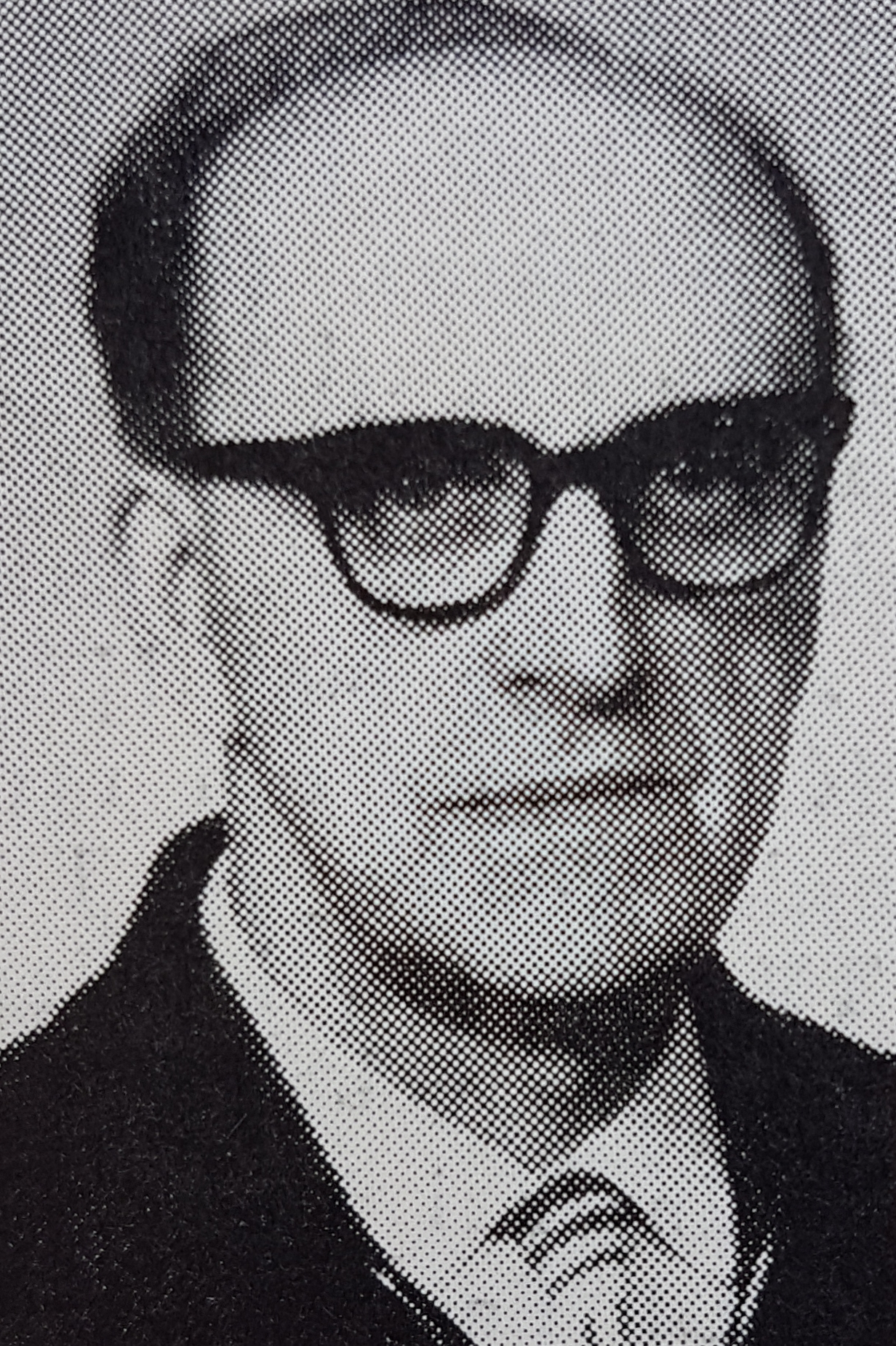
Helmer Wallin

Gustav Helmer Wallin, född 8 april 1906 i Steneby församling, Älvsborgs län, död där 17 augusti 2004, var en svensk målare.
Han var son till maskinställaren Anders Gustav Wallin och Selma Magnusson och från 1939 gift med Signe Linnéa Andersson. Wallin studerade konst för Per Lindekrantz i Göteborg och vid ABC-skolan samt genom självstudier under resor i de nordiska länderna. Han påverkades i sin konstutövning av dalslandskonstnären Alvar Lundin och Göteborgskoloristerna. Sedan 1951 medverkade han regelbundet i Dalslands konstförenings samlingsutställningar och han var representerad i utställningen Dalslandskonst genom 100 år som visades i Färgelanda 1953 samt samlingsutställningar på Lorensbergs konstsalong i Göteborg.